# Patokan (Kraksaan)
Patokan is een bestuurslaag in het regentschap Probolinggo van de provincie Oost-Java, Indonesië. Patokan telt 7382 inwoners (volkstelling 2010).